# Jean-Luc Donnet
Pour les articles homonymes, voir Donnet.
Jean-Luc Donnet, né le 2 mars 1932 à Charnay-lès-Mâcon et mort le 19 octobre 2022 à Saint-Ouen-l'Aumône, est un psychiatre et psychanalyste français.

## Biographie
Jean-Luc Donnet est psychiatre, après son internat et clinicat dans le service du professeur Jean Delay, à l'hôpital Sainte-Anne. Il rejoint la Société psychanalytique de Paris en 1967.
Il a longtemps dirigé le centre de consultations et de traitements psychanalytiques de la SPP. Il a consacré ses travaux à la question du processus psychanalytique en cure ou en psychothérapie psychanalytique.
Dans L'enfant de ça coécrit avec André Green, il introduit en 1973 la notion de « psychose blanche » à partir d' « un entretien avec Z. au cours d'une consultation psychanalytique dans le cadre d'un service de psychiatrie générale ». Selon René Roussillon, les deux auteurs voient dans la psychose blanche appréhendée en tant que modèle un « fondement de la problématique psychotique ». Ils estiment que « l'approche clinique de la psychose doit moins se focaliser sur les particularités des contenus pulsionnels singuliers, comme le veulent alors les psychanalystes français et européens, que sur les processus de pensées par lesquels les contenus pulsionnels doivent être métabolisés ».

## Publications
- L'identification, avec Jean-Pierre Pinel, Paris, PUF, 1968.
- L'Enfant de ça, avec André Green, Éditions de Minuit, 1973,  (ISBN 2-7073-0399-2)
- Surmoi, Puf, Monographie de la Revue française de psychanalyse, 1995,  (ISBN 2-13-045481-X)
- (codir.) Le Premier entretien et l'écoute psychanalytique, avec Bernadette Tanguay, Toulouse, PUM,  1994,  (ISBN 2-89415-995-1)
- Le Divan bien tempéré, Paris, Puf, 2002,  (ISBN 2-13-052539-3)
- La Situation analysante, Paris, Puf, 2005,  (ISBN 2-13-055080-0)[6],[7]
- L' Humour et la honte, Paris, Puf, 2009,  (ISBN 978-2-13-057656-3)